# 勐古镇
勐古镇，是缅甸联邦第一特区勐古县勐古区驻地，同时是勐古县城，位于緬甸東北部的邊境，與中國雲南省芒市芒海鎮隔怒江相望，曾為緬共所控制。1990年代，勐古的軍頭宣佈脫離果敢同盟軍，自立為勐古保衛軍。2000年，勐古發生軍事衝突，緬甸政府軍出兵平亂。
2016年11月20日，缅军99师与克钦6旅在勐古、棒赛一带爆发武装冲突，并有流弹落入中国境内，中国居民的太阳能热水器的水箱被流弹打穿。
2023年11月7日，三兄弟联盟部队占领勐古，并于中缅边境口岸升起缅甸民族民主同盟军军旗，宣告勐古获得全面解放。

## 另見
- 勐古地區自衛軍